# Hajdú Kata
Hajdú Kata (Budapest, 2006. március 27. –) magyar válogatott vízilabdázó.

## Sportpályafutása
Úszóként kezdett sportolni, majd 2016-tól a KSI-ben vízilabdázott. 2019-ben átigazolt az UVSE-be. A felnőtt bajnokságban 2020-ban mutatkozott be. 2021-ben és 2022-ben öt utánpótlás vb-n és Eb-n játszott és mindegyik eseményen a dobogóra állhatott. A felnőtt válogatottban 2022-ben kapott először játéklehetőséget. 2023-ban Eurokupa-győztes lett az UVSE-vel. 2023-ban tagja volt a világbajnokságon hatodik helyen végzett felnőtt válogatottba. Szeptemberben junior világbajnok lett. 2024-ben második volt a junior Eb-n, harmadik az ifjúsági világbajnokságon. Utóbbin az all star csapatba is bekerült.

## Eredményei
Magyar bajnokság
- bajnok: 2020–2021, 2021–2022, 2023–2024
- ezüstérmes: 2024–2025

Magyar kupa
- győztes: 2023, 2024
- döntős: 2020, 2022

Eurokupa
- győztes: 2022–23

Világbajnokság
- ezüstérmes: 2025

Világliga
- ezüstérmes: 2022

U20-as világbajnokság
- aranyérmes: 2023

U19-es Európa-bajnokság
- ezüstérmes: 2022, 2024

U18-as világbajnokság
- bronzérmes: 2022, 2024

U17-es Európa-bajnokság
- aranyérmes: 2023
- bronzérmes: 2021

U16-os világbajnokság
- aranyérmes: 2022

U15-ös világbajnokság
- aranyérmes: 2021